# Gunnar Inghe
Gunnar Inghe, född 19 mars 1910 i Stockholm, död 26 juni 1977 i Stockholm, var en svensk professor i socialmedicin, sexolog samt en av RFSU:s grundare. Han var son till läroverksadjunkten Johan August Inghe och Ida Cecilia Olsson samt gift med socionomen Maj-Britt, född Senander. Hustrun var dotter till Knut Senander och Greta Andersson.
Inghe var 1932–1936 redaktör för Populär tidskrift för sexuell upplysning, och fortsatte sedan inom socialmedicinen. År 1933 grundade han RFSU tillsammans med Elise Ottesen-Jensen och Hanna Lundin. År 1936 blev han med. lic och doktorerade 1958 med avhandlingen Mental and Physical Illness among Paupers in Stockholm. Samma år utnämndes han till docent i socialmedicin vid Karolinska Institutet. Dessutom var han verksam vid socialnämnden och marinläkare av första graden. Han blev en av de första professorna i socialmedicin i Sverige, och Karolinska Institutets första. Han var professor 1961–1975.
Flera av hans böcker har omdanat den svenska forskningen och socialpolitiken. Han medverkade i SOU 1949:4 med ett kapitel, "Socialpsykologiska synpunkter på lösdrivare och prostituerade", och skrev böcker om de fattiga i folkhemmet, incest, samt det första huvudverket i ämnet som publicerats i Sverige, Socialmedicin (1973–1979).
Den ofärdiga välfärden skrev han 1967 tillsammans med sin hustru, socionomen Maj-Britt Inghe (1921–2014), som även författat böcker om alkoholistfruar. Det är en studie som finansierats av Folksam. I denna studie fastslår makarna Inghe att klassamhället fortfarande var påtaglig, att problemet var globalt, och att de sexuella minoriteternas behov var eftersatta.